# مازیار کشوری

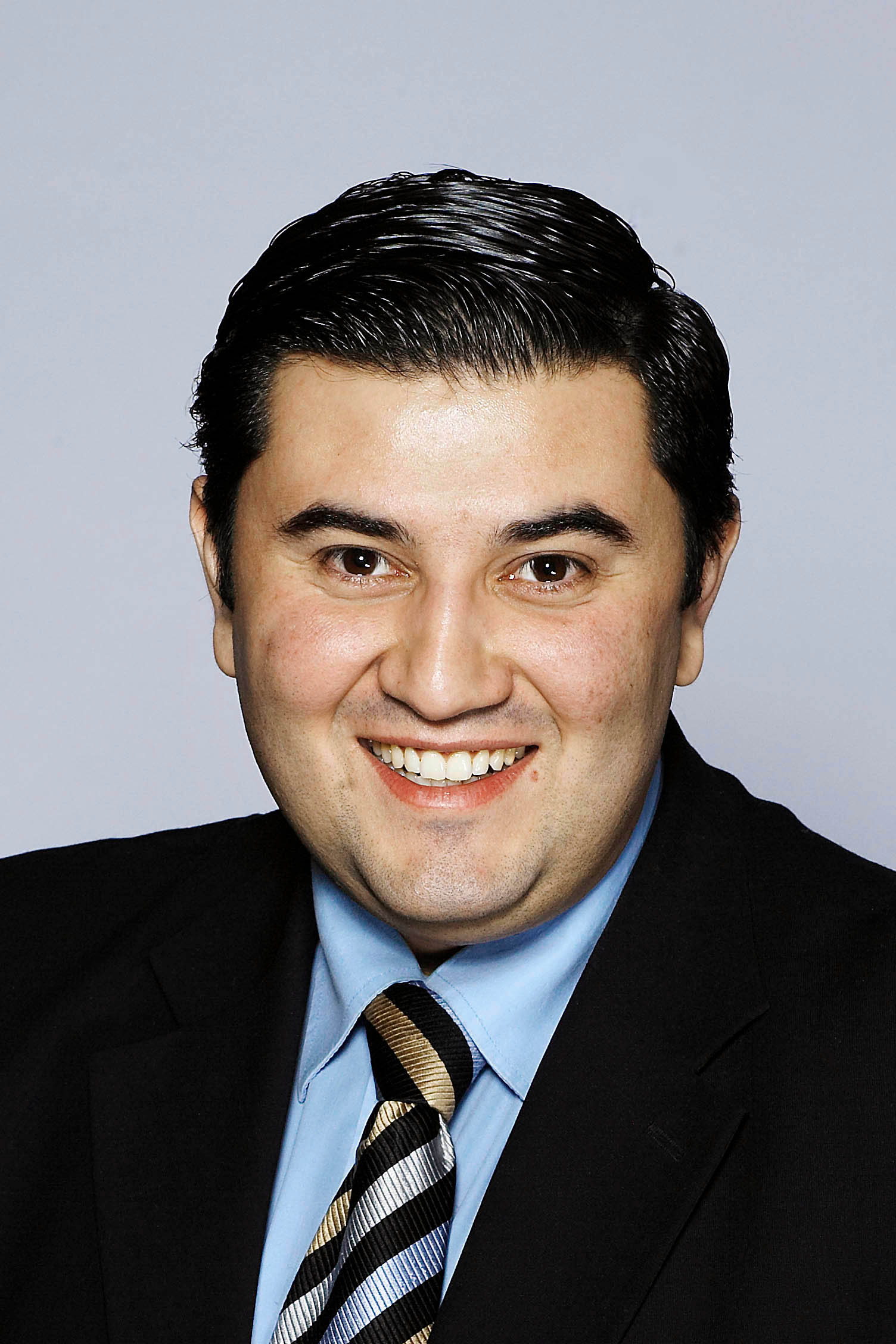
مازیار کشوری، سیاست‌مدار ایرانی-نروژی.

مازیار کشوری، سیاستمدار ایرانی-نروژی و عضو حزب پیشرفت (نروژ) است.
او متولد ایران است و در سال ۱۳۶۵ به نروژ مهاجرت کرده‌است. او به عنوان یک فعال سیاسی مطرح به خاطر مبارزه در مقابل حکومت دین سالار ایران شناخته شده‌است. او همچنین از حامیان چاپ کاریکاتورهای پیامبر اسلام وحامیان حقوق همجنس گرایان است. او همچنین از مخالفان مهاجرت اتباع کشورهای غیر غربی به نروژ است و اعتقاد دارد که مهاجرینی که از ارزشهای جامعه نروژ پیروی نمی‌کنند نباید به این کشور راه داده شوند. او همچنین طرح توقف مهاجرت به شهر اسلو را پیشنهاد داده است. او الگوهای خود در جهان سیاست را مارگارت تاچر و رونالد ریگان معرفی کرده‌است.
کشوری فارغ التحصیل کارشناسی از دانشگاه مدیریت نروژ است. در سال ۱۳۸۰ به شاخه جوانان حزب پیشرفت پیوست و بین سال‌های ۱۳۸۳ تا ۱۳۸۵ ریاست حوضه سیاسی محل سوکنت خود را داشت. او هم‌اکنون عضوی از کمیته مرکزی حزب است. در سال ۱۳۸۶ به عنوان عضو شورای شهر اسلو انتخاب شد. او همچنین به عنوان معاون نماینده پارلمان نروژ از شهر اسلو بین سال‌های ۱۳۸۴ تا ۱۳۸۸ فعالیت کرد و در دور بعد هم از همین حوزه انتخابی برگزیده شد.

## محکومیت
او در سال ۲۰۲۰ بدلیل خرج تراشیدن کاذب در دوران نمایندگی توسط دادگاه عالی نروژ به ۱۱ ماه حبس محکوم شد. او نیم میلیون کرون نروژ برای مسافرت هایی که هیچ وقت انجام نداده بود پول گرفته بود.

## استعفا از حزب پیشرفت
پس از شروع محاکمه ؛ وی از حزب پیشرفت نروژ استعفا کرد.